# Xenobiston
Xenobiston är ett släkte av fjärilar. Xenobiston ingår i familjen mätare.
Kladogram enligt Catalogue of Life:
| Xenobiston | \| \| Xenobiston casta \| \| \| \| \| \| Xenobiston cinnamomearia \| \| \| \| |
|            | \| \| Xenobiston casta \| \| \| \| \| \| Xenobiston cinnamomearia \| \| \| \| |
|            | Xenobiston casta                                                              |
|            |                                                                               |
|            | Xenobiston cinnamomearia                                                      |
|            |                                                                               |